# Мегрелы
Мегре́лы, или мингре́лы (мегр. მარგალეფი — маргале́пи, ед. ч. маргаль; груз. მეგრელები — ме́греле́би) — народность картвельской языковой семьи. Являются субэтнической группой грузин[уточнить]. Традиционное население исторической области Мегрелия.
Говорят на мегрельском языке, входящем в картвельскую языковую семью. До переписи 1926 года выделялись отдельной народностью.
Эндоэтноним «мегрел» на грузинском языке впервые встречается в надписях Атени-Сиони, датируемых 735 г., а также в таких исторических источниках, как «Житие Картли» (IX—XIV вв.).

## Язык

Расселение народов картвельской семьи языков

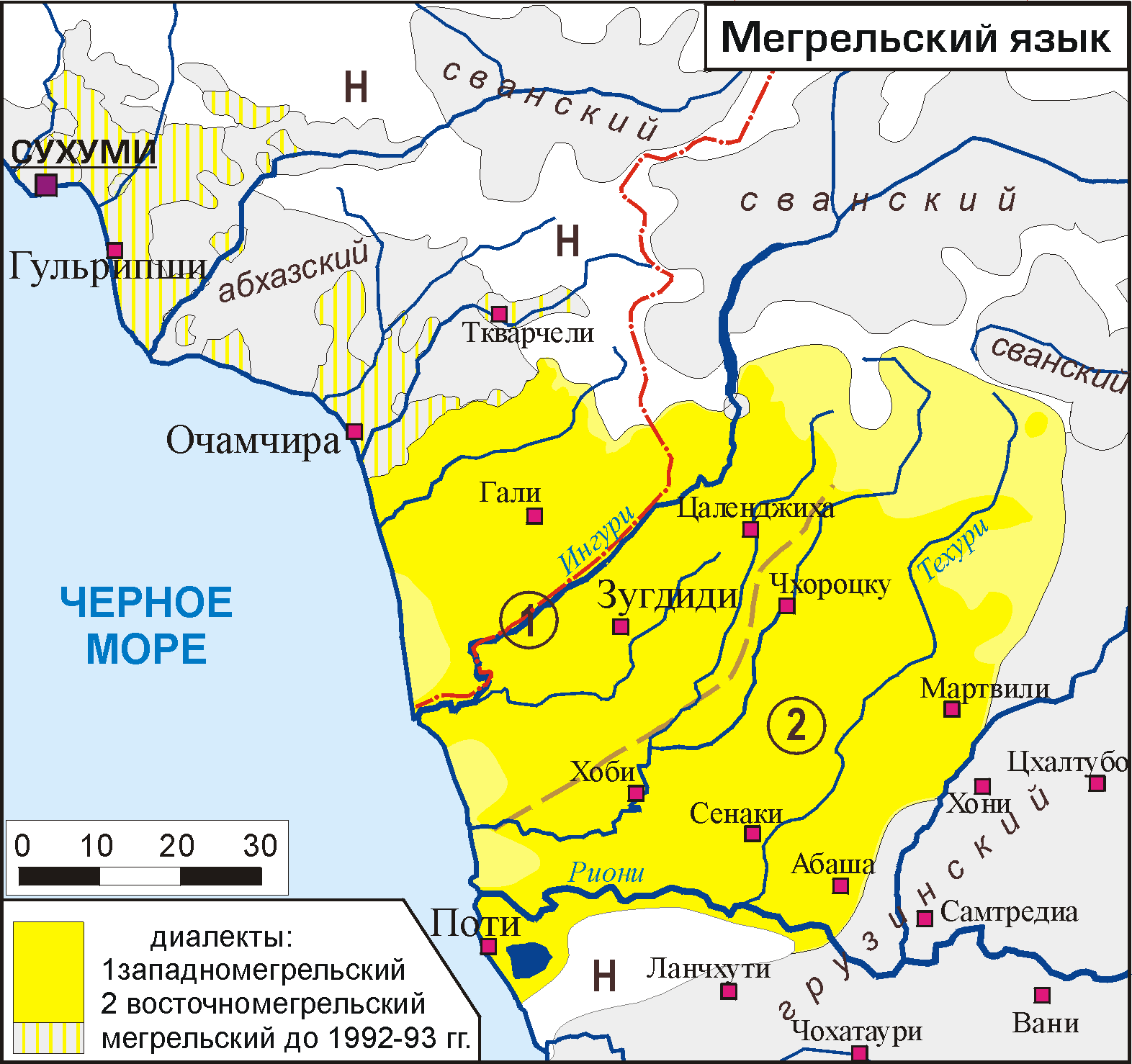
Карта распространения мегрельского языка

Мегре́льский язы́к (самоназвание — მარგალურ ნინა маргалур нина) — язык мегрелов, входит в мегрело-занскую (колхидскую) группу картвельской языковой семьи. В основном распространён в северо-западной Грузии (регионе Самегрело-Верхняя Сванетия) и юго-восточной Абхазии. Примерное число говорящих — 800 тысяч человек.
Из других картвельских языков, стоит ближе всего к распространённому в Турции лазскому языку, вместе с которым они образуют занскую группу. Время разделения этих языков можно определить лексико-статистически: они имеют 47 % совпадений в 100-словном базовом списке, что по формуле Сводеша-Старостина соответствует VIII веку до н. э.
Мегрельский язык использует письменность на основе грузинского алфавита. В 1860-х годах делались попытки по введению кириллицы. Составителем первой мегрельской грамматики был русский педагог Михаил Завадский. В языке выделяется 9 падежей. В синтаксисе сильнее признаки номинативного строя, по сравнению с грузинским. Фонемный инвентарь языка характеризуется сравнительным богатством консонантизма, при умеренном развитии вокализма. Всего здесь 29 согласных фонем, 2 гласно-согласных, 5 гласных и 1 полугласная. Настоящие долгие гласные и истинные дифтонги отсутствуют.
Мегрельский, лазский, грузинский и сванский языки происходят из одного общего пракартвельского языка. Мегрельский, вероятнее всего, откололся от него в 700 году до н. э. В результате последующего многовекового воздействия со стороны грузинского языка, обусловленные им структурные изменения затрагивают все уровни языковой структуры. В фонетике — это укрепление позиции фонемы Q; в морфологии — появление целого ряда алломорфов аффиксальных морфем (напр., e- для пассива); в синтаксисе — развитие сложноподчиненного предложения; в лексике — значительное пополнение словарного состава.

## Расселение

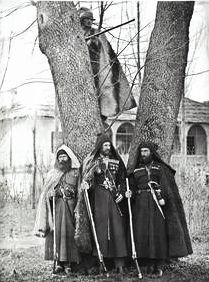
Мегрелы в традиционной одежде

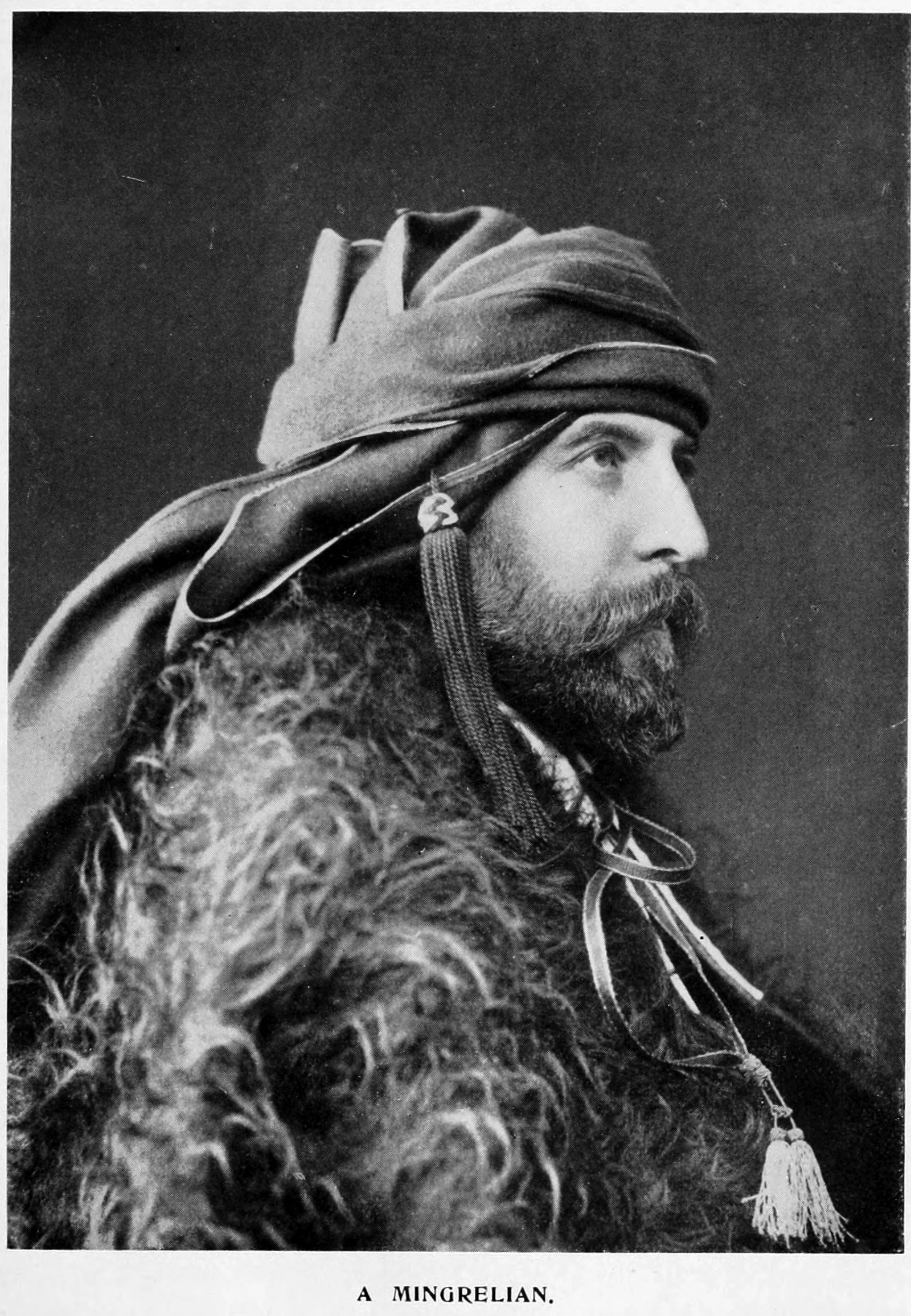
Мегрел в начале XX века

Мегрелы являются коренным населением исторической области Мегрелия в Западной Грузии. В Мегрелии (Мингрелии), характерны поселения усадебного типа (пацха), поэтому такие сёла растягиваются на несколько километров.
Проживают в Самегрело-Верхняя Сванетия на северо-западе Грузии, а также на юго-востоке Абхазии (Гальский и Ткварчельский районы) и в столице Грузии — Тбилиси. Кроме того, проживают в составе грузинских диаспор в США, странах Европы и в России, всего в мире около свыше 450 тысяч.

## Быт и уклад жизни
Мегрелы издавна живут в соседстве с абхазами. Мегрельский язык сохраняет твёрдые позиции в быту. Этнокультурные и бытовые традиции в значительной мере сохраняют преемственность со своими историческими формами. Традиционно хорошо владеют навыками верховой езды. Мегрельские войска, в основном, состояли из кавалерии в панцирях. Сверху — чёрная чоха с закатанными рукавами, под панцирем — чёрная шёлковая рубаха ахалухи. Ниже — широкие шаровары и облегающие ногу высокие чёрные сапоги. На голове башлык или папаха. Под ним видна кольчатая бармица от шлема. …Пришли до трёх тысяч свирепых мегрельских горцев, полностью снаряжённых и вооружённых, закованных в стальные панцири и с обнажёнными руками, верхом на своих скакунах. — Так описывает Эвлия Челеби вооружение грузинских войск (там были войска со всей Грузии), подошедших к крепости Гонио в 1647 году.
Мегрельские всадники носили бурку и головной убор башлык — кабалахи, завязывая его по-разному. Плотно прилегающая к талии чоха, сшитая из шерстяного материала, с широкими и длинными рукавами и полами, ниспадающими до колен, надевалась поверх хлопчатобумажного или шелкового ахалохи, обычно темных цветов. Эта одежда выгодно подчеркивала узкую талию и широкие плечи мужчин. Ахалохи (или ахалухи) опоясывалось узким ремнем с серебряной чеканкой, на пояс подвешивался кинжал. Обувью служили туго обтягивающие голени мягкие кожаные сапоги с острыми носками.
Женщины носили длинные платья, расширяющиеся к низу и с глубоким вырезом в районе груди. Под ним специальный парчовый или вышитый нагрудник, пояс домотканый, широкий и длинный, рукава платья длинные с разрезом, свободно свисающие от спины. Под платье надевали рубаху с гладкими и узкими рукавами. Манжеты вышиты национальными узорами. На голове — косынка (тавсапари), которую завязывали особо.

В горах есть благоустроенные, с виноградниками и садами мегрельские мятежные деревни. Даже с войском, подобным морю, невозможно проникнуть туда. Его население — сорок-пятьдесят тысяч человек, вооруженных ружьями.

(Османский путешественник и историк Эвлия Челеби «Книга путешествий)

Войны мингрельцев с соседями состоят, в сущности, из набегов и грабежей; нападения их на неприятеля чрезвычайно стремительны, так как у них нет недостатка в мужестве и решительности. Если неприятель обращается в бегство, они преследуют его вглубь страны, повсюду жгут и грабят, уводя людей всякого возраста и пола, а затем удаляются с той же стремительностью. Пленных набирают как можно больше; как только выбьют кого-нибудь из седла, тотчас же соскакивают с лошади, связывают побежденного веревкой, которую, как я говорил, они носят на поясе, и оставляют его под охраной своих слуг. Захвативший пленника имеет над ним право жизни и смерти и может распорядиться им по своему желанию. Обыкновенно его обращают в рабство и продают туркам. При нападениях мингрельцы стараются занять брод на какой-нибудь реке и, стреляя из засады, препятствуют неприятелю переправиться на другой берег.
(Французский путешественник и ювелир Жан Шарден "Путешествие кавалера Шардена по Кавказу в 1672-1673 гг.)

Война — общее явление у всех народов мира, у мингрельцев вошла, так сказать, в привычку, и настолько они привыкли к употреблению оружия, что родители совсем маленьких детей берут на войну и заставляют их переносить все лишения её.
— Всякий постоянно держит в своем доме все необходимое для войны. Лучшую лошадь никогда не загоняют до усталости, если не по случаю войны; лучшую провизию также хранят для этой цели; все оружие держат наготове… Когда ложатся спать, то копье, меч, щит, шлем и нарукавники лежат у изголовья… В Одиши ни важные дела, ни высокое звание, ни болезнь никого не освобождает от военной службы… Колхида так мало известна, что, пожалуй, никто не поверит, если скажу, какое отборное и многочисленное войско она может выставить. В самое короткое время соберется тридцать тысяч воинов, все верховые, хорошо приученные и хорошо владеющие оружием… Не думаю, чтобы где-либо войско выходило на войну так образцово снаряженное, как мингрельское. Роскошная одежда так блестит, как нигде в другом месте…
(Арканджело Ламберти, «Описание Колхиды», Неаполь, 1654)

Они имеют воистину прозорливый и острый ум, доброжелательны, воспитаны, солидны и теплосердечны, но в то же время они горделивы, злы, жестоки, неумолимы и наглы...
Оружие мегрел; пика, лук и стрелы, прямой палаш, булава, щит; огнестрельное оружие мало кто применяет. Они хорошие войны и хорошие всадники. Очень искусны в владении пикой, стрелять из лука начинают учить детей с 4 лет, которые настолько хорошо овладевают оным, что без труда попадают даже в летящую маленькую птичку...
(Французский путешественник и ювелир Жан Шарден "Путешествие кавалера Шардена по Кавказу в 1672-1673 гг.)

Колхи хотя и сильные и воинственные люди, однако... склонные к разбою. Разбой они считают за большое геройство. Потому-то они часто объединяются и идут походом на страну лезгин и лазов. Людей захватывают в плен и продают.
(Миная Медичи, История Понти, 1815-1819 гг)

Мегрелы настолько упорные... и так прочно хранят свои обычаи, что кто бы ни умер, ничего не изменят и не отстанут от обычных дел. Очень любят они веселье и пение. Насколько внешне ревнивы к духовным делам и иконопочитанию, настолько же склонны к суеверию — как простой народ, так и священники. И, поскольку их нравы и наряды очень похожи на абазские, некоторые считают их за один народ, называя их, со всеми гурджами вместе, одним именем колхов. Однако гурджи и мегрелы — это грузины-христиане, которые хотя и разные племена, зато считаются за один народ. Гурджи, как гражданин, более приличный; среди них много стройных и красивых. Они имеют школы, так что и девочки умеют читать и писать. И инородцы о них высокого мнения. Мегрелы же сравнительно дики и воинственны.
(Миная Медичи, История Понти, 1815-1819 гг)

Язык их отличается от грузинского, хотя служба в церкви идет на грузинском. Лет 20 назад духовные правители решили вести службу в церкви на мегрельском и даже перевели молитву Иоанна Златоуста, однако этому массово воспротивились все сословия Мегрелии. Надо отметить, что хорошо знающих грузинский язык среди мегрелов больше, чем в иных уголках Грузии. У сельских тружеников Мегрелии, есть одно хорошее качество, которого начисто лишены жители восточной Грузии, я говорю про сельские ярмарки. В Картли и Кахети крестьянин никогда не вынесет на продажу урожай, передавая его продажу иностранным посредникам. В Телави, Сигнахи и Гори вся торговля в их руках (армяне, евреи). При сборе урожая торгаши ходят по деревням и за бесценок скупают весь урожай,что потом втридорога продать. Это губит население Картли и Кахетии, и этой болезни начисто лишена Мегрелия. Тут в каждой деревне по пятницам проводятся большие базары, в городах же несколько раз в году проводятся крупные ярмарки. Мегрелы несут свое добро на ярмарку и базар и там продают или обменивают по выгодной себе цене. Продают Щелк, табак, хлеб, фрукты, всякую посуду, мёд, вино, домашних животных, а покупают соль, шерсть, оружие, пряжу и другое. Купцы тут повсеместно мегрелы, поэтому другие люди тут не появляются. Единственную конкуренцию им пытаются оказать урии (евреи), но они не могут диктовать цены на рынке, как это делают евреи в Кахетии, потому что мегрелы не слабее их в купле-продаже. Это хорошее качество принесёт мегрелам много пользы в будущем. Находчивостью они превосходят всех грузин: Поехать в Кахетию и там поровну в доле обработать сад, открыть духан с видом на море, пронести контрабанду через таможню - все это легко дается мегрелу. Трудно найти таких талантливых, прилежных, предприимчивых и находчивых людей, как мегрелы.
(Грузинский педагог и журналист, основатель научной педагогики в Грузии Иакоб Гогебашвили в своем труде "Сокровищница" 2-й пол. XIX века.)

## Традиции и культура

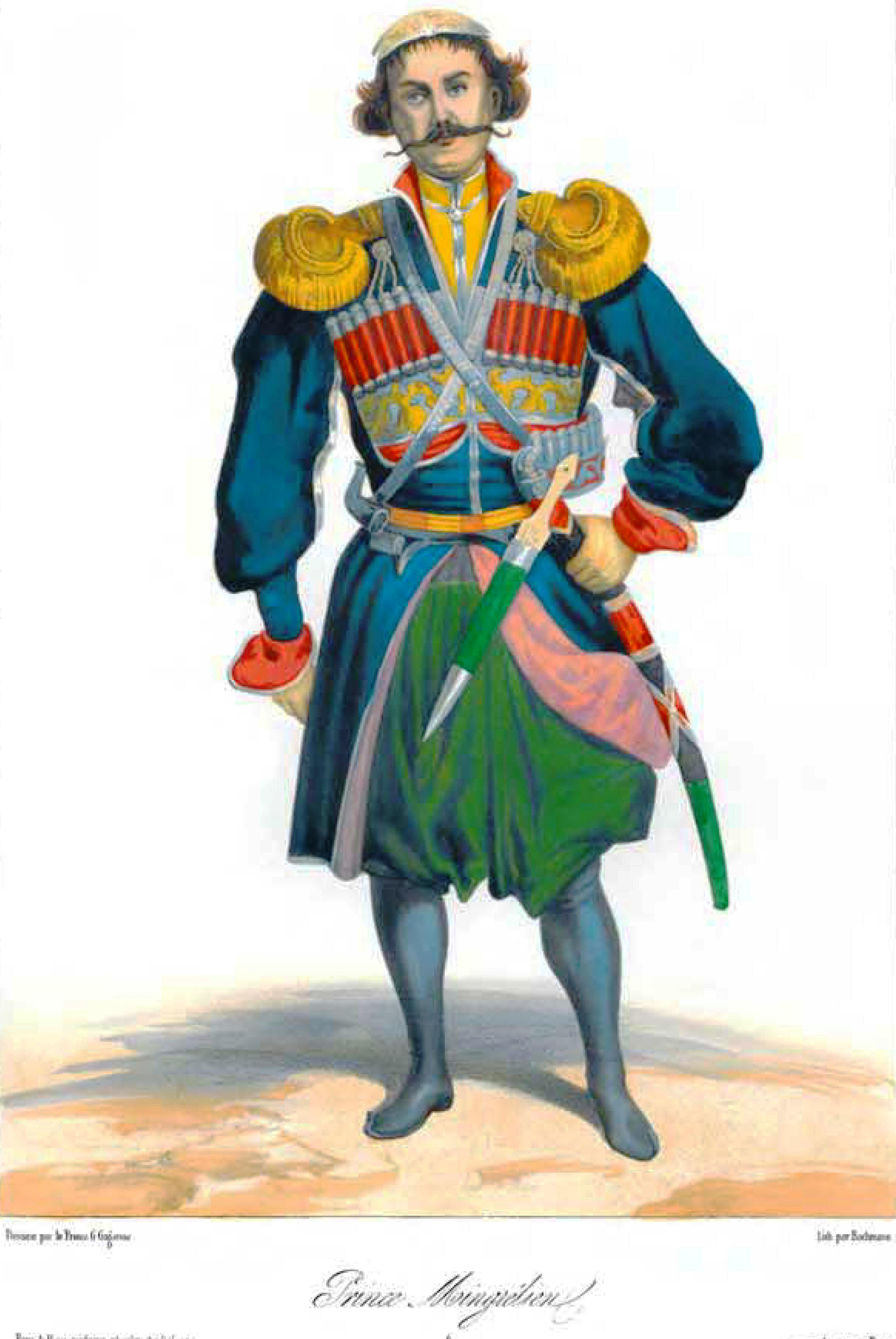
Мегрельский князь, рисунок Григория Гагарина.

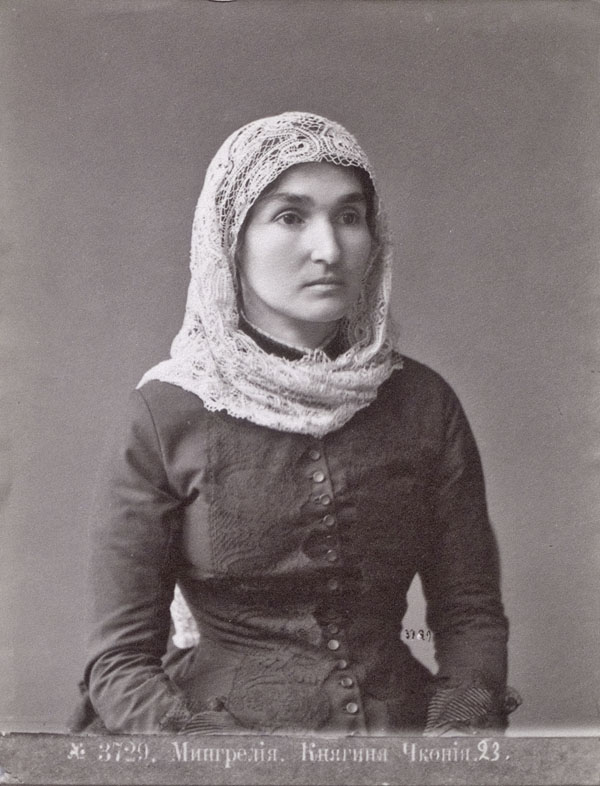
Мегрелия. Княгиня Чкония, фотопортрет Дмитрия Ермакова.

Как и многие кавказцы, мегрелы уважают законы предков, стараясь их придерживаться и передавая в устной форме из поколения в поколение.
Среди мегрелов широко распространена любовь к пению, а многие из напевов очень мелодичны (записаны с приложением нот X. Гроздовым в «Сборнике материалов для описания местностей и племен Кавказа», 1894); песни исполняются под аккомпанемент грузинского народного инструмента чонгури. Реже играют на дудуке, гануне или на зурне.
Наиболее известные блюда мегрельской кухни — купаты, кучмачи, джурджани, хачапури, г’уму (мамалыга), эларджи, лечкере, гебжалиа, пучхолиа, лобио, чвищтари и др.

## Антропология
В Мингрелии находим наибольший процент светловолосых, наименьший - с тёмным цветом глаз и наименьший процент тёмного типа по цвету волос и глаз. По описательным признакам население Мингрелии ближе других провинций стоит к Гурии.
(А. Джавахишвили 1912)

В Мингрелии нет особого типа; здесь одинаково попадаются и брюнетки, и блондинки. Стройный рост, умные, выразительные лица, миловидные головки, длинные и шелковистые волосы, вьющиеся по плечам, и правильные роскошные формы тела - приковывают внимание. Движения их смелы, грациозны, страстны и выказывают вполне окружающую их природу.
(Издание "Народы России" 1880 года.)
Мегрелы, как и большая часть народов, проживающих на восточном побережье Чёрного моря, относятся к доиндоевропейской (гаплогруппа G) средиземноморской расе внутри большой европеоидной расы (принадлежат к южным европеоидам). Относятся к понтийскому и кавкасионскому типам большой европеоидной расы.

## Государственность и религия
В конце второго тысячелетия до н. э. вместе с другими картвельскими племенами — протозанами, мегрелы образовали государство Эгриси в грузинской традиции и Колхида в древнегреческой.
В позднем Средневековье мегрелы пользовались относительной самостоятельностью от имеретинских царей (княжество Мегрелия) и имели собственную династию владетельных князей (Дадиани), которые являлись сюзеренами Абхазии.
В 1803 году владетель Мегрельского княжества вступил в российское подданство. С 1857 года введено российское управление. Мегрельское княжество было упразднено в 1867 году и вошло в состав Российской империи (Кутаисская губерния). Князья Дадиани впоследствии стали частью российского дворянства (после ликвидации княжества в 1867 году).
Основная религия — православие. Верующие мегрелы относятся к Грузинской православной церкви, но как и все грузины, при отсутствии грузинских православных храмов, по месту жительства посещают храмы, принадлежащие другим Поместным Православным Церквам. Впервые христианство в Мегрелии появилось в I веке н. э., в качестве государственной религии — в IV веке, однако до VI века мегрелы сочетали православие с (зороастрийскими или митраическими) элементами верований. Древние мегрелы относились к этносу колхов.

## Мегрельские фамилии
Основными окончаниями мегрельских фамилий являются: «уа/иа/ава». Как, например, Чхетиа, Гурцкаиа, Гамсахурдиа, Пипиа, Куциа, Пагава, Варнава, Кобалава, Гагуа, Гошуа и другие. В русском написании обычно используется «-ия» вместо «-иа». Некоторые мегрельские фамилии имеют общегрузинские окончания «швили», «дзе». Например, Алакидзе, Микадзе, Мхеидзе, Дгебуадзе, Шубладзе и др.

## В топонимии
- Населённый пункт, косвенно связанный своим названием с данной народностью, существует в России — станица Мингрельская в Краснодарском крае (на современном месте с 1865 года).